# Estación de Cornellá-Riera
Cornellá Riera (en catalán y oficialmente Cornellà Riera) es una estación ferroviaria situada en el municipio español de Cornellá de Llobregat, en la provincia de Barcelona, comunidad autónoma de Cataluña. Forma parte de la línea 8 del Metro de Barcelona y de la línea Llobregat-Anoia de Ferrocarriles de la Generalidad de Cataluña (FGC) por donde circulan trenes de las líneas S3, S4, S8, S9, R5/R50 y R6/R60.
Además de esta, el municipio de Cornellá de Llobregat tiene otra estación de la línea Llobregat-Anoia de FGC, el intercambiador multimodal de la estación de Cornellá donde coinciden metro, cercanías, tranvía y autobuses; y otras dos estaciones de la línea 5 del Metro de Barcelona: Gavarra y Sant Ildefons.
| << cabecera                    | < estación   | línea | estación > | cabecera >>  |
| ------------------------------ | ------------ | ----- | ---------- | ------------ |
| Línea Llobregat-Anoia          |              |       |            |              |
| Molí Nou \| Ciutat Cooperativa | San Baudilio |       | Almeda     | Plaza España |
| Can Ros                        | San Baudilio |       | Almeda     | Plaza España |
| Olesa de Montserrat            | San Baudilio |       | Almeda     | Plaza España |
| Martorell Enlace               | San Baudilio |       | Almeda     | Plaza España |
| Quatre Camins                  | San Baudilio |       | Almeda     | Plaza España |
| Manresa Baixador               | San Baudilio |       | Almeda     | Plaza España |
| Igualada                       | San Baudilio |       | Almeda     | Plaza España |
| Manresa Baixador               | San Baudilio |       | Almeda     | Plaza España |
| Igualada                       | San Baudilio |       | Almeda     | Plaza España |

## Situación ferroviaria
Se encuentra ubicada en el punto kilométrico 6,4 de la línea férrea de ancho métrico que une Magoria con Martorell y Manresa a 10 metros de altitud.